# Teatr Dramatyczny im. Jerzego Szaniawskiego w Płocku

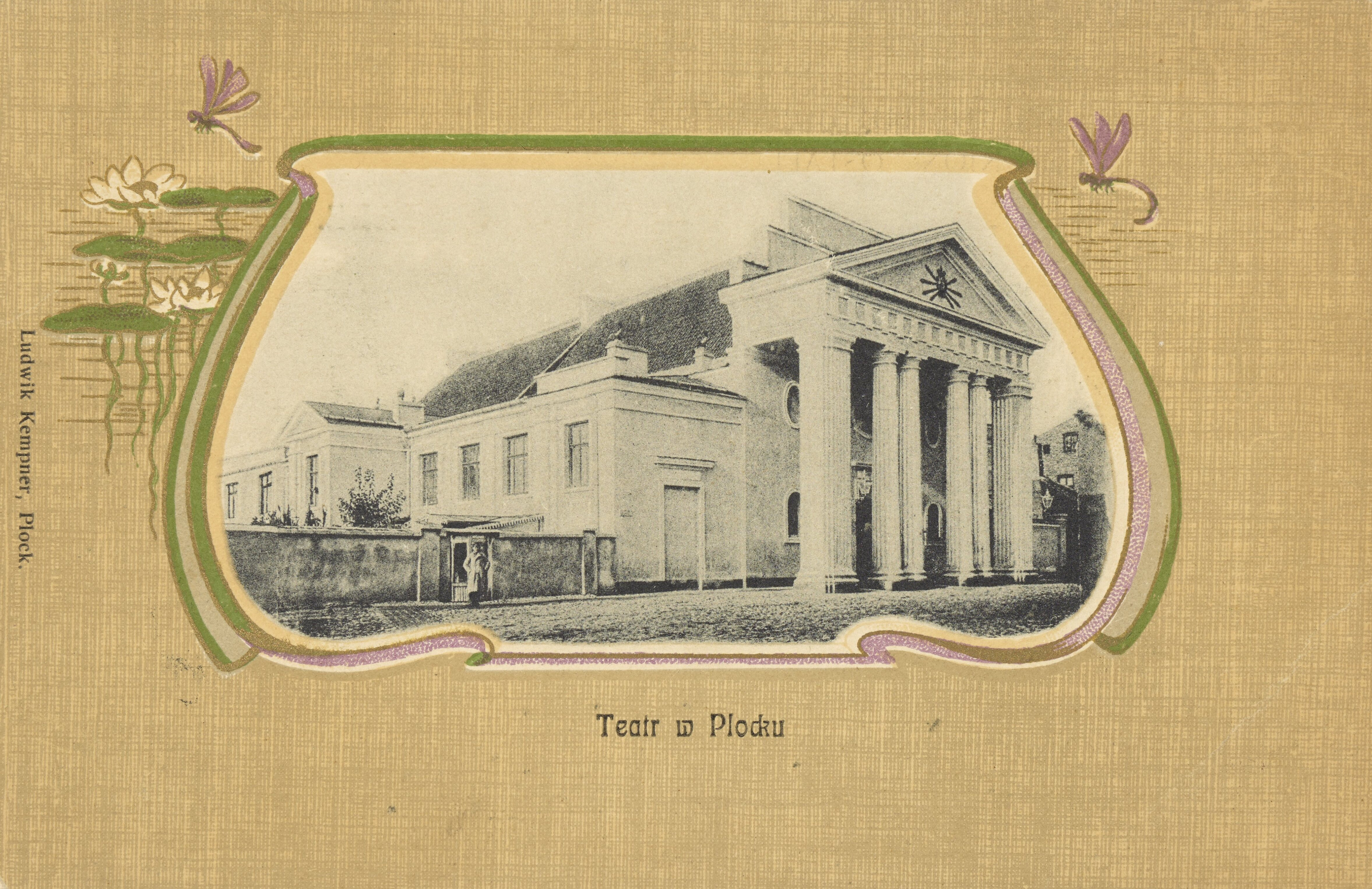
Teatr przed 1906

Teatr Dramatyczny im. Jerzego Szaniawskiego w Płocku – płocki teatr, który rozpoczął swoją działalność 20 sierpnia 1812 roku dzięki staraniom ówczesnego prefekta departamentu płockiego Rajmunda Rembielińskiego. Siedzibą teatru stał się budynek kościoła św. Trójcy.
W 1940 roku Niemcy rozebrali budynek, a tym samym zakończyli działalność teatru.
Dzięki staraniom społeczeństwa został powołany Teatr Płocki, który swoją działalność rozpoczął 12 stycznia 1975 roku. Pięć lat później otrzymał imię Jerzego Szaniawskiego.
W grudniu 2005 r. rozpoczął się generalny remont budynku, a 1 lutego 2008 r. teatr został ponownie otwarty. Koszt inwestycji to 25 mln złotych.
Dyrektorem naczelnym teatru jest Zygmunt Marek Mokrowiecki.

## Zespół artystyczny
W sezonie 2016/2017 w skład zespołu artystycznego teatru wchodzą aktorzy Zdzisława Bielecka, Magdalena Bogdan, Dorota Cempura, Hanna Chojnacka-Gościniak, Sylwia Krawiec, Barbara Misiun, Katarzyna Wieczorek, Grażyna Zielińska, Hanna Zientara, Piotr Bała, Krzysztof Bień, Henryk Błażejczyk, Szymon Cempura, Henryk Jóźwiak, Bogumił Karbowski, Jacek Mąka, Łukasz Mąka, Zygmunt Marek Mokrowiecki, Mariusz Pogonowski oraz Marek Walczak.
W przeszłości na scenie teatru występowali także m.in. Katarzyna Anzorge, Katarzyna Anna Małolepsza, Magdalena Tomaszewska, Andrzej Hausner, Jan Kołodziej, Witold Mierzyński, Przemek Pawlicki, Zbigniew Płoszaj, Mariusz Pogonowski i Jan Nowicki.